# Remmasjön, Hälsingland
Remmasjön är en sjö i Ljusdals kommun i Hälsingland och ingår i Ljusnans huvudavrinningsområde. Sjön har en area på 0,263 kvadratkilometer och ligger 341,2 meter över havet.

## Delavrinningsområde
Remmasjön ingår i det delavrinningsområde (688596-151490) som SMHI kallar för Mynnar i Kumsjöån. Medelhöjden är 359 meter över havet och ytan är 13,04 kvadratkilometer. Det finns inga avrinningsområden uppströms utan avrinningsområdet är högsta punkten. Vattendraget som avvattnar avrinningsområdet har biflödesordning 5, vilket innebär att vattnet flödar genom totalt 5 vattendrag innan det når havet efter 163 kilometer. Avrinningsområdet består mestadels av skog (73 procent). Avrinningsområdet har 0,26 kvadratkilometer vattenytor vilket ger det en sjöprocent på 2 procent.